# Nomen novum
Een nomen novum, letterlijk "nieuwe naam", is een begrip uit de zoölogische- en botanische nomenclatuur. Er zijn gevallen waarin de voor een taxon gepubliceerde naam niet beschikbaar is. Er kunnen twee oorzaken zijn:
1. Bij het veranderen van de rang of de positie van een taxon met een binominale naam. In de nieuwe rang of positie kan het epitheton al eerder gebruikt zijn voor een ander taxon. Voor het te verplaatsen taxon moet dan een nomen novum worden bedacht.
  - Voorbeeld: toen V.S. Kumar Manglietia szechuanica Hu wilde verplaatsen naar het geslacht Magnolia L., was de naam Magnolia szechuanica niet beschikbaar omdat eerder Michelia szechuanica Dandy al door Richard Figlar naar het geslacht Magnolia was verplaatst (als Magnolia szechuanica (Dandy) Figlar). Er was geen jonger synoniem voor de naam voorhanden en het stond Kumar daarom vrij om zelf een nieuwe naam te kiezen. Dat werd Magnolia figlarii V.S. Kumar (Kew Bulletin 61 (2006): 184). De naam Magnolia figlarii heeft prioriteit over namen die vanaf 2006 voor hetzelfde taxon in dezelfde rang zijn gepubliceerd.
2. Een voor een taxon gepubliceerde naam blijkt een junior homoniem te zijn van een al eerder gepubliceerde naam. Er moet dan een vervangende naam worden gepubliceerd. Deze naam is in kwesties van prioriteit geldig vanaf het moment dat dit nomen novum is gepubliceerd, ongeacht de datum waarop de te vervangen naam en de bijbehorende beschrijving werden gepubliceerd.
  - Voorbeeld: de naam Paphia Fabricius, 1807 voor een geslacht van vlinders uit de familie Nymphalidae, is een junior homoniem van Paphia Lamarck, 1799 (Bivalvia; nu Atactodea Dall, 1895), en daarom geen geldige naam. In 1816 publiceerde Ferdinand Ochsenheimer daarom de naam Charaxes als nomen novum voor dat geslacht.[1] Die naam heeft prioriteit over namen die na 1816 voor datzelfde geslacht zijn gepubliceerd.

In alle gevallen heeft een nomen novum hetzelfde type als de te vervangen naam.
nomen ambiguum · nomen conservandum · nomen correctum · nomen dubium · nomen oblitum · nomen novum · nomen nudum
 homoniem · protoniem · synoniem (dierkunde)